# Liocheles longimanus
Espèce
Synonymes
- Hormurus australasiae longimanus Werner, 1939
- Liocheles australasiae longimanus (Werner, 1939)

Liocheles longimanus est une espèce de scorpions de la famille des Hormuridae.

## Distribution
Cette espèce est endémique de Sumatra en Indonésie.

## Description
Les mâles mesurent de 42 à 46 mm et les femelles de 46 à 56 mm.

## Systématique et taxinomie
Cette espèce a été décrite sous le protonyme Hormurus australasiae longimanus par Werner en 1939. Elle a été élevée au rang d'espèce par Monod en 2011.

## Publication originale
- Werner, 1939 : Ueber einige Scorpione aus dem Museum Alexander Koenig. Festschrift zum 60. Geburtstage von Professor Dr. Embrik Strand, vol. 5, p. 361-362.